# Hermann Anton Stilke
Hermann Anton Stilke, né le 29 janvier 1803 à Berlin et mort le 22 septembre 1860 à Berlin, est un peintre romantique allemand.

## Biographie
Stilke a étudié à l'Académie des arts de Berlin, puis à Munich à partir de 1821, à l'Académie des beaux-arts dans la classe de Peter von Cornelius. Il étudie ensuite à l'Académie des beaux-arts de Düsseldorf et collabore avec Karl Stürmer. Il peint les arcades du Hofgarten de Munich, avec nombre de fresques.
Il part faire son tour d'Italie en 1827 et se rend d'abord dans le nord, puis à Rome. Il rentre à Düsseldorf en 1833. Il travaille à la salle des chevaliers du château de Stolzenfels, près de Coblence, au bord du Rhin de 1842 à 1846, sur commande de Frédéric-Guillaume IV.
Il retourne à Berlin en 1850, où il meurt dix ans plus tard à l'âge de 57 ans.
Son épouse Hermine, née Peipers (1808-1869), avait un talent de dessinatrice et d'aquarelliste.
Son œuvre s'inspire essentiellement de thèmes religieux et romantiques (la Pucelle d'Orléans, Saint Georges et l'Ange, Les Derniers Chrétiens de Syrie (1841), etc.)

## Sources
- (de) Cet article est partiellement ou en totalité issu de l’article de Wikipédia en allemand intitulé « Hermann Stilke » (voir la liste des auteurs).